# X'baatún
X’baatún es una zona arqueológica y antigua ciudad maya edificada alrededor de una laguna en el estado de Yucatán en México. X’baatún constituyó una gran ciudad lacustre cuyo asentamiento inicial comenzó cerca del año 300 a. C. durante el periodo preclásico de Mesoamérica y su desarrollo se extendió hasta finales del clásico tardío entre el año 800 al 1000 d. C., el sitio está conformado por extensas construcciones megalíticas de carácter ceremonial y habitacional amuralladas.

## Ubicación
X’baatún se localiza enclavado en la selva de Yucatán dentro de un parque natural del municipio de Tekal de Venegas a aproximadamente 70 km de la ciudad de Mérida y a 10 km del sitio arqueológico de Izamal. Por su ubicación en medio de la vegetación selvática entre lagunas y un cenote cristalino, se puede avistar una gran cantidad de flora y fauna endémica de la región, como el pavo de monte o el árbol de chaká y el bonete (ku’umche').

## Arquitectura
Dentro de la zona arqueológica de X’baatún se han identificado y registrado numerosas edificaciones megalíticas entre las que sobresalen una estructura piramidal de hasta 15 metros de altura con un ancho de 50 metros, templos, palacios, basamentos de uso ceremonial, grandes plataformas habitacionales y un juego de pelota. De acuerdo a las investigaciones arqueológicas las construcciones presentan rasgos y elementos arquitectónicos similares a algunas estructuras de la ciudad maya cercana de Izamal y su característico estilo denominado megalítico, lo que ha hecho creer que X’baatún estuvo dentro de la zona de influencia de este centro mayor, también se han identificado elementos semejantes del estilo de la región Puuc en algunas columnas de un gran conjunto habitacional que se cree pudo pertenecer a un gobernante del sitio. Un sector de la ciudad y edificios se encuentran amurallados lo que indica la necesidad de los pobladores de X'baatún para defenderse de posibles ataques bélicos o invasiones de otros sitios en la región. A las afueras de la ciudad se han localizado estructuras de uso ritual incluyendo una plataforma ceremonial encima de un chultún que podría tener gran significado dentro de la cosmovisión prehispánica maya.